# الاپر
الاپر (به لاتین: Alupere) یک روستا در استونی است که در شهرستان لنه-ویرو واقع شده‌است.